# Стефанів Гнат
Гнат Петрович Стефанів (2 травня 1885, Топорівці, Городенківський повіт, Королівство Галичини та Володимирії, Австро-Угорщина — 21 червня 1949, Регенсбург, Тризонія) — український військовий діяч. Начальний командант УГА. Полковник УГА й Армії УНР.

## Життєпис
Військову освіту здобув у Цісарській і Королівській школі кадетів піхоти у Львові (K. und k. Infanterie Kadettenschule in Lemberg), яку закінчив 1905 року та отримав призначення в 10-й Галицький полк піхоти, штаб якого дислокувався у Перемишлі.
У час Листопадового зриву 1918 року в званні сотника очолював встановлення української влади, потім — організатор і комендант Золочівської округи ЗУНР, з 9 листопада 1918 року до 10 грудня 1918 року (підвищений УНРадою до ступеня полковника) очолював Начальну Команду Українських Військ у Львові; під його проводом українське військо перейшло до наступу в боях з польським військом, але після його зміцнення залишило з наказу станцію Львів 22 листопада 1918 року, боячись оточення.
Пізніше перейшов до Армії УНР: очолював Гуцульський кіш морської піхоти, запасну бригаду 3-ї Залізної стрілецької дивізії, командир 3-го кінного полку в Першому Зимовому поході; 1920 — командир запілля Армії УНР.
У серпні 1920 р. перейшов з групою генерала Антіна Кравса до Чехословаччини й до 1923 р. очолював консулат ЗУНР в Ужгороді.
До 1939 жив у Карпатській Україні, потім у Відні, на Лемківщині й у Німеччині (з 1944), де й помер. Спогади «За Львів» в журналі «Український Скиталець» чч. 21 — 22, 1923).
Помер і похований у м. Реґенсбурґ (нині ФРН). Іменем Гната Стефаніва названо вулиці в м. Золочів і с. Топорівці

## Вшанування пам'яті
На честь нього названі вулиці в місті Золочів та його рідному селі Топорівці.